# Timbre d'urgence
Le timbre d'urgence (Nødfrimærke en danois) est un timbre-poste non émis, conçu en secret par le gouvernement du Danemark en 1963. Dans le contexte de la guerre froide, le directeur de la poste danoise a fait procéder à l'impression de ce timbre et fait cacher des stocks et le matériel nécessaire à sa reproduction dans huit lieux dispersés dans le pays.
Sur fond rouge, un cor de poste blanc côtoie les mentions :
- en haut « NØDFRIMÆRKE » (timbre d'urgence)
- en bas : « Indenlandsk brevporto » (frais de port intérieur) et le nom du pays « DANMARK ».

Aucune valeur faciale n'est imprimée pour assurer une validité permanente.
Le timbre est imprimé en typographie pour permettre à une imprimerie de le reproduire facilement.
Après la fin de la guerre froide, en mars 1991, le gouvernement danois a rendu public ce projet et a autorisé la Fédération philatélique danoise à vendre autant d'exemplaires qu'elle pouvait de ce timbre aux collectionneurs ; le reste du stock a été ensuite détruit. La vente a pris fin en décembre 1991. Le produit de celle-ci a été réparti entre la Fédération philatélique danoise, le musée postal danois et la Fédération internationale de philatélie (pour les timbres vendus à l'étranger).